# Philip Haglund
Pour les articles homonymes, voir Haglund.
Philip Haglund est un footballeur suédois, né le 22 mars 1987 à Stockholm en Suède. Il évolue comme milieu défensif à l'IF Brommapojkarna.

## Palmarès
- IFK Göteborg
  - Vainqueur de la Coupe de Suède en 2013